# Josh Herrin
Josh Herrin (ur. 23 maja 1990 w Glendale) – amerykański motocyklista.

## Kariera
Profesjonalną karierę Herrin rozpoczął w 2006, rok przed tym wygrał lokalne mistrzostwa WERA 600. Przed zdobyciem tytułu USGPRU 125cm3 w 2004 jako 14 latek, Josh ścigał się na mini motocyklach i Yamahsze YSR50, dostał wtedy zaproszenie na Festiwal World Mini GP w Walencji. W 2006 Herrin ścigał się na pół etatu w AMA Pro Supersport, zaliczył nawet jedno podium na torze Miller Motorsports Park i 4 razy kończył zawody w pierwszej dziesiątce. 2007 to już pełny sezon w AMA Supersport Championship, odniósł tam jedno zwycięstwo (Laguna Seca) i dwa finisze na podium.
2008 Josh zakończył na piątym miejscu w klasyfikacji generalnej mistrzostwa AMA Pro SuperSport, po drodze raz wygrał i 3 razy zaliczył podium, 2009 był lepszy, a Herrin zdobył tytuł wicemistrza w AMA Pro Daytona Sportbike Championship gromadząc po drodze 4 zwycięstwa, 5 drugich miejsc i dwa 3. W 2010 wygrał prestiżowy wyścig Daytona 200 mając zaledwie 19 lat, tym samym został drugim najmłodszym triumfatorem tych zawodów, lepszy był tylko Brad Andres (18 lat, kiedy zwyciężał swój wyścig w 1955). Potem ścigał się także dla zespołu Monster Energy Graves Motorsports Yamaha.
W 2013 roku Amerykanin ogłosił, że przeniesie się do Europy, aby ścigać się w  kategorii Moto2 dla zespołu AirAsia Caterham Moto Racing, gdzie jego partnerem był Francuz, Johann Zarco.

## Statystyki
| Rok  | Klasa | Motocykl       | 1       | 2       | 3   | 4   | 5      | 6       | 7      | 8      | 9       | 10     | 11     | 12     | 13  | 14  | 15  | 16  | 17  | 18  | Poz | Pkt |
| ---- | ----- | -------------- | ------- | ------- | --- | --- | ------ | ------- | ------ | ------ | ------- | ------ | ------ | ------ | --- | --- | --- | --- | --- | --- | --- | --- |
| 2014 | Moto2 | Caterham Suter | QAT Ret | AME Ret | ARG | SPA | FRA 22 | ITA Ret | CAT 16 | NED 18 | GER Ret | IND 28 | CZE 21 | GBR 24 | RSM | ARA | JPN | AUS | MAL | VAL | NC  | 0   |